# Кюмбет

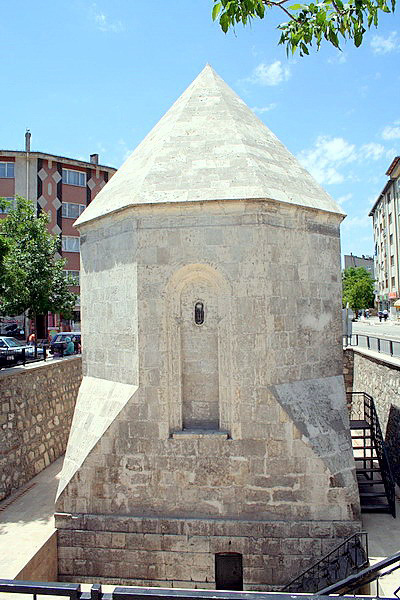
Кюмбет в Сівас

Кюмбет (тур. Kümbet) — частина архітектури сельджуків популярна в XIII столітті.
Ці споруди або полігональної, або циліндричної форми, вкриті куполом. Основна частина спирається на кубічну основу, кути якої скошені. У прикладах, побудованих до XVI століття, купол покритий конічним або пірамідальним шпилем. Більшість цих пам'яток — двоповерхові. Всередині основи, половина якої нижче рівня землі, знаходиться склеп, вкритий склепінням, а його підлога — земляна. Небіжчика ховали в землі. У склепі були невеликі вікна з петельними отворами. Більшість кюмбетів в Туреччині зустрічаються в провінціях Кайсері, Ерзурум, Конья, Ахлат і Бітліс.

## Галерея

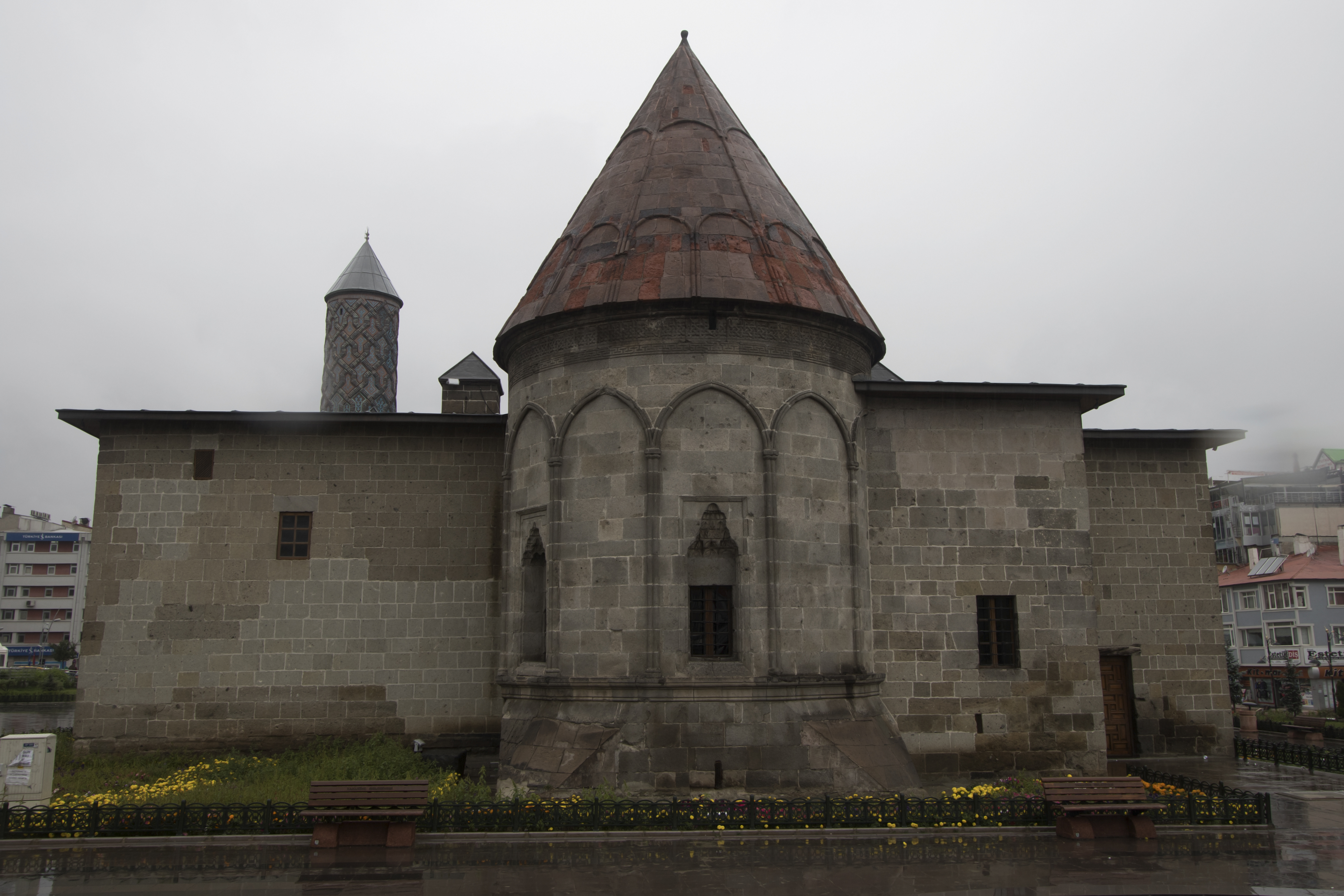
Кюмбет в Якутіє медресе
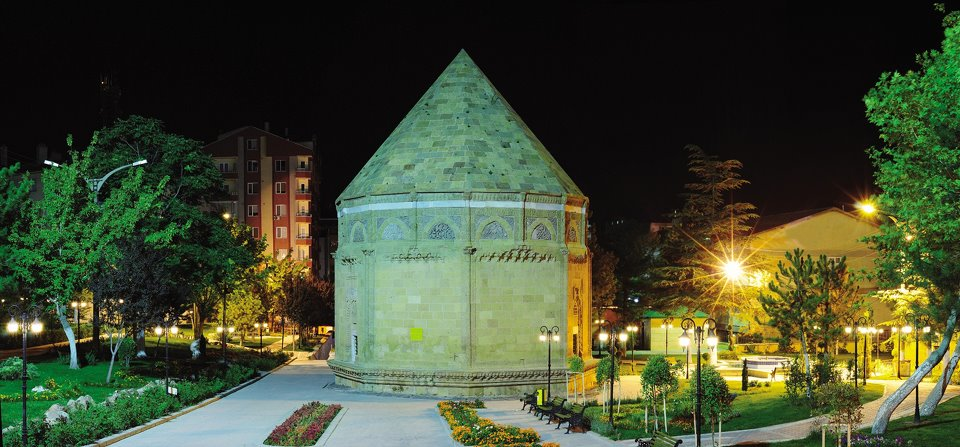
Кюмбет в Нігде